# معركة الحفائر

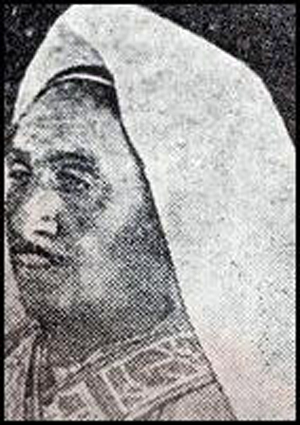
الإمام السيد محمد بن علي الإدريسي

معركة الحفائر هي معركة وقعت في القرن الماضي في عام 1329 هـ بين الدولة الإدريسية بالمخلاف السليماني أو ما يسمى الآن بمنطقة جازان، بقيادة الإمام محمد الإدريسي ضد الدولة العثمانية، وسميت المعركة بالحفائر نسبة إلى آبار الماء التي حدثت عندها المعركة بين الأدارسة والعثمانيون وهي من أقوى المعارك العربية ضد الدولة العثمانية.

## مقدمات المعركة
قامت المعركة بعد شعور سكان منطقة جازان بالضجر من ظلم العثمانيين فتباشروا عندما حكمهم الادريسي الذي قطع ظلم العثمانيين و لكونه عربي منهم .
ذكر إسماعيل بن محمد الوشلي في كتابه نشر الثناء الحسن الجزء 4 : أن مدينة صبيا خلال حكم العثمانين قد ملؤوها ظلمًا و جورًا وقتلًا . كما شهد المؤرخ عمر بن أحمد الهاشمي الجازاني في كتابه التبر المسبوك في تاريخ معرفة الملوك أن الترك اهتموا فقط بالمراكز البحرية في جازان وكان بقية سكان جازان في غاية الفوضى وانعدام الأمن لأن الحكومة العثمانية انصرفت في جمع الأموال والضرائب فانتشر بسبب ذلك المصادمات و تفشى القتل في جازان والحكومة غير آبهة .
محمد بن أحمد العقيلي في كتابه تاريخ المخلاف السليماني ذكر حال جازان قبل حكم الادريسي وأن الحاكم العثماني في قلعة صبيا في جازان كان القائد العثماني يعرف بأمر الفوضى ولم يكترث بل شجع عليها حتى تعم الفوضى بالمنطقة ويسهل السيطرة عليها .

## القلق العثماني من الإدريسي
أحست الدولة العثمانية بحركة الإدريسي وأدركت خطورتها لسيادتهم في المنطقة وما قد تترتب عليها من التبعات والعصيان، فأرسلت الدولة العثمانية حملة قوية بقيادة محمد راغب باشا وخولته أولًا مكاتبة ومفاوضة الإدريسي عسى أن يرضخ تحت تأثير الحملة، وصلت الحملة إلى الإمارة الإدريسية، وأخذ قائدها في مراسلة الإدريسي فوجد أمامه شخصية تفوقه دهاء وشجاعة، أخذ القائد في مفاوضة ومكاتبة الإدريسي الذي كان على علم تام بالحملة العثمانية ومهمة قائدها فما أخذت في النزول حتى أصدر أوامره لاستدعاء رجال القبائل من حلي إلى الموسم.

## حشد قوات الإدريسي
كما استدعى محمد الإدريسي وزير المنطقة الشمالية الشريف حمود بن عبد الله آل سرداب الحازمي في العودة مع أغلب قواته فوافته القبائل إلى الحفائر، فأحدقت بجيزان في شبه نصف دائرة من تل المنجارة إلى رأس السويس من الجنوب على الترتيب الآتي:
- قبائل بني شبيل والمسارحة والحكامية وبني حُمد وبني الحارث من طرف رأس السويس إلى قرية الكربوس في الجنوب الشرقي.
- قبائل وادي جيزان الأعلى والأسفل من الكربوس إلى آبار الحفائر.
- قبائل صبيا وضمد الممثلة في قبائل الأشراف والطمحة وبيش والدرب الممثلة بقبائل بني شعبة وكنانة من الحفائر إلى رأس المناجرة في ساحل البحر.

وخرج بنفسه من صبيا ورابط بجيش احتياطي في قرية الغراء وأناط قيادة الميدان لمحمد بن طاهر آل رضوان الكناني، أحد رجاله من أهل صبيا.

## فشل المفاوضات
عند فشل المراسلة، صدرت الأوامر على قائد التركي بالزحف، فأخذ في الاستعداد للزحف على كره، وأخذ الجيش الإدريسي في تشديد نطاق الحصار ومنع الماء عن جيزان وكل مايرد إليها برًا، فتضايق الجيش العثماني واشتد عليه وقع الحصار ومنع الماء فأخذت البواخر التركية في تزويده بالماء من جزيرة فرسان ورحل السكان إلى فرسان وغيرها بحرًا، وفي فجر يوم الأثنين الموافق 10 جمادى الأولى عام 1329 هـ زحف للهجوم تحية نيران المدافع من القلاع والبواخر التركية.

## المواجهة

### تشكيل الجيش العثماني على ثلاث مواقع
تقدم الجيش التركي تحت حماية نيران المدفعية في ثلاث اتجاهات:
- الجناح الأيمن ووجهته طريق المضايا في الناحية الجنوبية.
- القلب واتجاهه إلى آبار الماء (الحفائر) ناحية طريق محافظة أبي عريش.
- الجناح الأيسر واتجاهه إلى رأس المناجرة طريق صبيا.

تقدم الأتراك تحت غبشة الفجر (بياضُ الفجر يخالط آخرَ اللّيلِ أو بقيَّتَه مُعتِم)، فما انحسر الظلام إلا وقد وصلت مقدماتهم إلى أواخر السباخ التي هي أرض مكشوفة والروابي وشجر المشرف على السباخ المكشوفة، وقد أصدر القائد الإمام الشريف محمد الإدريسي أمره بواسطة منادين على الخيل تنادي في صفوف الجيش من أول الفجر بعدم إطلاق الرصاص حتى يصبحون منكم على مقدار معاد وهو مقاس محلي معروف يقدر بخمسين باعًا، زاد في جرأة الأتراك توقف الجيش الإدريسي فوالوا تقدمهم، وكان القلب (الجناح الأوسط للجيش العثماني) أسرع الفرق تقدمًا، يتقدمه ضابط تلقبه القبائل باسم الأشرم فكان يسير أمام الجيش بكل بسالة حتى أضحوا على مسافة ستين مترًا تقريبًا، فأطلق أحد رجال القبائل الأشاوس عليه رصاصة خر على أثرها صريعًا، وانطلقت عليهم النيران في شدة لا تكاد أن تخطئ الرصاصة هدفها، وانهزم الأتراك وفي ذلك الوقت صدر أمر القائد العثماني لهم بالتراجع النفير يبلغهم أمر التراجع السريع وطرق التراجع مكشوفة والقبائل حينها أخذتها نشوة النصر فاندفعت تتعقب فلولهم في ضراوة وإقدام فتغطت السباخ بجثثهم ويقدر عدد القتلى من الأتراك ألفين وخمسمائة قتيل، وتحت حماية نيران مدفعية القلاع والبواخر تمكنت بقية الجيش من الدخول إلى جيزان والتحصن في جبالها واستحكاماتها عزز بمدد من طريق البحر.

### وصول أحمد عزت باشا إلى اليمن
بقى الجيش الإدريسي في مراكزه يوالي الغارات الليلية على مراكزهم، بعد وصول أحمد عزت باشا إلى اليمن واتفاقه مع الإمام يحيى بن حميد الدين، كان أحمد عزت باشا قد عُين قائدًا عامًا للقوات العثمانية في جنوب الجزيرة العربية، فأصدر أمره بإرسال حملة إلى المخلاف السليماني بقيادة أميرالاي محمد راغب بك، قوامها أربعة آلاف جندي نظامي مجهزة تجهيزًا حديثًا بالمدافع والرشاشات.

### نهاية العثمانيون ونصر الإدريسي
تحركت القوات المجهزة بحرًا من ميناء الحديدة في البواخر وكان المقرر أن تكون تحت قيادة محمد علي باشا الذي وصل على رأس قوة من الأستانة لقمع حركة الإدريسي إلا أنه لم يتم استعداداته، فكأن القائد العام أحمد عزت باشا رأى أن المهلة تنتهي بذلك العدد من الجيش الأميرالاي محمد راغب بك، وبوصولها إلى جيزان، أصدر الإدريسي أمره باستنفار قبائل المنطقة لضرب نطاق الحصار وقطع الماء عن مدينة جيزان، والجيش القادم إليها، وتحت ضغط الحصار المحكم اضطر الجيش إلى استعمال المياه الاحتياطي في البواخر حتى استنفذوه ولم يبق أمامهم خيار إلا ركوب البحر والعودة إلى ميناء الحديدة، أو الخروج لطرد القبائل والاستيلاء على مورد آبار الماء المسمى بالحفائر على مسافة خمسة أكيال عن المدينة (جيزان)، ولم يطل أمر حصار جازان فقد وصلت الحكومة التركية لحملة جازان بالجلاء إلى القنفذة بناءًا على قيام الأسطول الإيطالي بحصار وضرب المراكز الساحلية فبقاء القوات التركية في جيزان المحصورة برًا بالجيش الإدريسي مع ضرب الأسطول الإيطالي عليها بحرًا معناه إبادتها فرحلت الحملة بحرًا، وأخذت ماخف من الذخيرة والعتاد والمؤن وأبقت الكثير منها وأضرمت النار في البعض عند طلوع آخر دفعة فشعر الجيش الإدريسي بالدخان يتصاعد، وعلى الأثر وصلهم الخبر اليقين بالإجلاء فدخلوا المدينة واستولوا على كل موجد، ودخلها محمد الإدريسي نفسه بعد ذلك، وبذلك كان إجلاء الأتراك من المنطقة وترتب على ذلك قوة شوكة الإدريسي وتوحد قبائل المخلاف السليماني تحت راية واحدة.

## تخليد المعركة
خلد المعركة الشاعر عبدالله السلامي في قصيدة قال فيها :